# Hitomi Kashima
Hitomi Kashima –en japonés, 鹿島瞳, Kashima Hitomi– (Tokio, 26 de febrero de 1980) es una deportista japonesa que compitió en natación.
Ganó una medalla de plata en el Campeonato Mundial de Natación en Piscina Corta de 1997, en la prueba de 200 m mariposa. Participó en los Juegos Olímpicos de Atlanta 1996, ocupando el cuarto lugar en la prueba de 100 m mariposa.

## Palmarés internacional
| Campeonato Mundial en Piscina Corta | Campeonato Mundial en Piscina Corta | Campeonato Mundial en Piscina Corta | Campeonato Mundial en Piscina Corta |
| Año                                 | Lugar                               | Medalla                             | Prueba                              |
| ----------------------------------- | ----------------------------------- | ----------------------------------- | ----------------------------------- |
| 1997                                | Gotemburgo (Suecia)                 | Medalla de plata                    | 200 m mariposa                      |